# Rotrücken-Staffelschwanz
Der Rotrücken-Staffelschwanz (Malurus melanocephalus) ist ein australischer Singvogel.

## Merkmale
Der Rotrücken-Staffelschwanz erreicht eine Gesamtlänge von 13 cm und ein Gewicht von bis zu 10 g.
Das  dominante Männchen hat ein überwiegend schwarzes Gefieder mit orange- oder karminroten Partien an Schultern, Rücken und Bürzel.
Weibchen und Männchen, die sich nicht paaren, haben ein sandfarbenes Federnkleid, wobei die Männchen auch rote Federpartien aufweisen können.

## Vorkommen
Das Verbreitungsgebiet umfasst das nördliche und östliche Australien.
Der Rotrücken-Staffelschwanz ist ein Bewohner tropischer und subtropischer Savannen mit vereinzelten Bäumen, lichter Wälder und auch Sumpfregionen. Je nach Nahrungsangebot zieht der Vogel von einem Gebiet zum anderen oder bleibt am Standort.

## Verhalten
Der Vogel lebt in kleinen Trupps und sucht am Boden nach Samen, Insekten und anderen Wirbellosen.

## Fortpflanzung
In der Paarungszeit balzen die Männchen mit aufgeplustertem Federkleid um ein Weibchen. Dieses legt etwa drei Eier in ein kuppelförmiges Nest aus Gras, das in Grashorsten oder Büsche gebaut wird. Die Eier werden 13 bis 14 Tage bebrütet, die Nestlingszeit dauert 10 bis 11 Tage.